# Gate Helmsley
Gate Helmsley – wieś w Anglii, w hrabstwie North Yorkshire, w dystrykcie (unitary authority) North Yorkshire. Leży 11 km na wschód od miasta York i 281 km na północ od Londynu.